# Michał Elwiro Andriolli
Pour les articles homonymes, voir Andriolli.
Michał Elwiro Andriolli (2 novembre ou 14 novembre 1836, Wilno – 23 août 1893, Nałęczów) est un peintre, dessinateur et illustrateur polonais.
Il est le fils d’un sculpteur italien qui était capitaine dans les armées napoléoniennes arrivées en Pologne. Il s’y est marié et s’est fixé à Wilno. 
Michał Elwiro étudie d’abord à l’école de peinture et de sculpture de Moscou, ensuite il continue sa formation à l’académie impériale des beaux-arts de Saint-Pétersbourg (1855-1858). En 1861, il part pour Rome où il étudie à l’académie Saint Luc. L’Italie, tellement différente de la Lituanie et de la Russie, a une grande influence sur lui. De retour dans son pays natal, il participe à l’Insurrection de Janvier ce qui lui vaut d’être arrêté par les autorités tsaristes en 1864. Il parvient à s’échapper de sa prison et rejoindre Londres, puis Paris. En 1866, revenu au pays en tant qu’émissaire du Comité de l’émigration polonaise, il est à nouveau arrêté et envoyé en exil à Wiatka où il apprendra à utiliser ses talents artistiques. Il y décorera une église orthodoxe russe, réalisera des portraits et des paysages. Il y donnera des cours de peinture  au frère de Viktor Vasnetsov, Apollinaire Vasnetsov .
Gracié par le tsar en 1871, il s’installe à Varsovie où il travaille comme illustrateur pour plusieurs journaux. Il devient célèbre en illustrant les éditions luxueuses de quelques chefs-d'œuvre de la littérature polonaise dont Pan Tadeusz et Konrad Wallenrod d’Adam Mickiewicz (1879-1882). De 1883 à 1886, il vit à Paris où il illustre Roméo et Juliette de Shakespeare ainsi que des romans de James Fenimore Cooper.
Il a peint de nombreux tableaux, notamment pour la décoration de l’église de Kowno (Kaunas).
Il fut le premier professeur d'art d'Anna Bilińska-Bohdanowicz.

## Élèves
- Charles-Boris de Jankowski